# Hôtel de Montplanque
L'hôtel de Montplanque est un hôtel particulier situé sur la place des Victoires à Paris, en France.

## Localisation
L'hôtel de Montplanque est situé dans le 1er arrondissement de Paris, au 1bis place des Victoires. Il se trouve sur le côté sud de la place, bordé à l'ouest par l'hôtel Charlemagne et à l'est par la rue Croix-des-Petits-Champs.

## Historique
L'hôtel date de la fin du XVIIe siècle.
L'édifice est classé au titre des monuments historiques en 1962.